# 2054
2054 — рік за григоріанським календарем. Це 2054 рік нашої ери, 54 рік 3 тисячоліття, 54 рік XXI століття, 4 рік 6-го десятиліття XXI століття, 5 рік 2050-х років.

## Очікувані події
- Організація Об'єднаних Націй вважає, що в 2054 році кількість населення світу перетне позначку 9 мільярдів.[1]

- Вихід фантастичного фільму про супергероїв під назвою "Робот Ворджер: Спектральне Сканування " (назва може трохи змінитися за 30 років). Фільм нагадуватиме Людей Ікс.